# Pulsera Livestrong

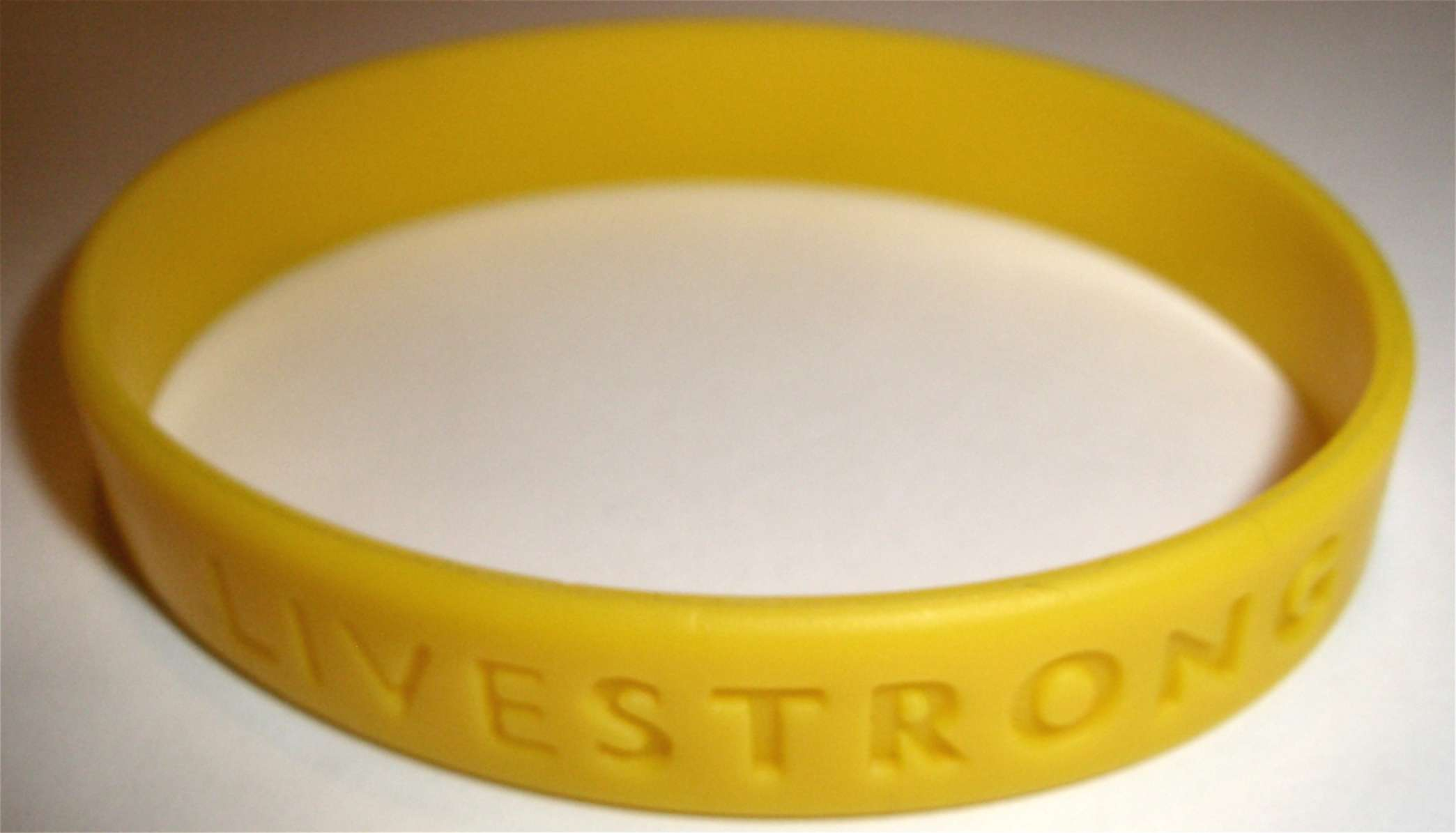
Pulsera Livestrong.

La pulsera Livestrong (en inglés: Livestrong wristband) es una pulsera, brazalete o manilla amarilla de silicona lanzada a la venta en mayo de 2004 como símbolo insignia de la fundación Lance Armstrong Foundation. Es desarrollada por Nike juntamente con su agencia Wieden+Kennedy.
La pulsera forma parte del programa educativo Wear Yellow Live Strong, cuyo signo es intentar recolectar dinero para la investigación del cáncer, así como su prevención y soporte a todas las personas que lo sufren.
El precio de la pulsera en la página web oficial de Livestrong es de 1  dólar estadounidense por unidad, el cual va íntegramente destinado a la investigación en la lucha contra el cáncer. Las pulseras se encuentran disponibles en diferentes tallas.